# Karaops kwartatuma
Espèce
Karaops kwartatuma est une espèce d'araignées aranéomorphes de la famille des Selenopidae.

## Distribution
Cette espèce est endémique du Territoire du Nord en Australie. Elle se rencontre dans le parc national MacDonnell Ouest.

## Description
Le mâle holotype mesure 3,34 mm.

## Systématique et taxinomie
Cette espèce a été décrite par Crews en 2023.

## Étymologie
Son nom d'espèce lui a été donné en référence au lieu de sa découverte, Kwartatuma.

## Publication originale
- Crews, 2023 : « But wait, there’s more! Descriptions of new species and undescribed sexes of flattie spiders (Araneae, Selenopidae, Karaops) from Australia. » ZooKeys, vol. 1150, p. 1-189 (texte intégral).